# Natural Selection 2
Natural Selection 2 ist ein Computerspiel des amerikanischen Entwicklers Unknown Worlds Entertainment und die kostenpflichtige Fortsetzung der Mod Natural Selection. Erscheinungsdatum war weltweit der 31. Oktober 2012 auf der digitalen Vertriebsdistribution Steam. Inhaltlich ordnet sich das Spiel in einem Sci-Fiction-Universum, in dem die Parteien Marines und Aliens gegeneinander kämpfen. Es wird um kleinere Territorien wie bspw. Raumstationen sowie Rohstoffe gekämpft.

## Spielprinzip
Wie im Vorgänger treten die beiden Teams Frontiersmen (menschliche Spezialkräfte) und Kharaa (Außerirdische) gegeneinander an. Beide Teams operieren von einer Basis aus und haben zum Ziel, die jeweils gegnerische Basis zu zerstören. Die Spieler steuern dabei jeweils einen Akteur aus der Ego-Perspektive. Beide Teams gehen unterschiedlich vor: Während die Marines auf Technologie und moderne Schusswaffen und Granaten sowie Teleporter setzten, agieren die Aliens im Rahmen ihrer „natürlichen“ Voraussetzungen. Sie attackieren durch Beißen, durch Versprühen von giftigem Gas oder durch massive Rammattacken. Weiterhin können sie je nach Art an Wänden klettern oder fliegen. Beide Klassen können sich durch Ressourcen neue Waffen oder neue Fähigkeiten erkaufen. Aufgrund dieser grundlegenden Unterschiede in den Parteien kann sich das Spielverhalten sehr stark verändern, obwohl beide Seiten dasselbe Ziel verfolgen.
Ein weiteres wichtiges Spielelement stellt die Kommandozentrale dar. Hierbei übernimmt jeweils ein Spieler eines Teams die Rolle eines Kommandanten, der seine Mitspieler taktisch koordiniert. Im Gegensatz zum restlichen Team agiert der Kommandanten aus der Vogelperspektive. Ähnlich wie in einem Strategiespiel baut der Kommandanten dabei Gebäude und Objekte, verbesserte Waffen und Ausrüstung durch Forschung und koordiniert das Team taktisch. Vor allem durch Koordinierung des ganzen Teams kann der Kommandant einen sehr großen und entscheidenden Einfluss auf das Spielgeschehen nehmen. Bei den Menschen befindet sich der Kommandant in der Kommando-Station, bei den Außerirdischen ist es das Nest, die jeweils nur an 4 vordefinierten Stellen der Karte aufgebaut werden können.

## Entwicklungsgeschichte
Die offiziellen Entwicklungen an Natural Selection 2 begannen im Jahr 2006. Damals wurde die Entwicklung, nach einigen finanziellen Problemen, unter dem Namen Natural Selection: Source begonnen. Ursprünglich war geplant, das Spiel im Herbst 2009 zu veröffentlichen. Zur weiteren Finanzierung wurde ein geschlossener Betatest für Vorbesteller organisiert. Im Zuge der Entwicklung wurde eine eigene Spiel-Engine names Spark entwickelt. Diese ist in C++ verfasst. Die gesamte Spiellogik ist in Lua-Skript geschrieben. Hierfür wurde eigens eine Integrierte Entwicklungsumgebung namens Decoda entwickelt. Freiwillige mussten dem Entwicklerstudio mehrfach unter die Arme greifen, da diesem die Finanzkraft und Mannstärke fehlte. Am 31. Oktober 2012 debütierte das Spiel als Download Titel bei Steam.
Ende Februar 2013 erschien ein kostenlos verfügbares Add-on namens Gorgeous. Dieses brachte neue Spielmechaniken sowie eine neue offizielle Karte in das Spiel. Am 30. August 2013 erschien das Reinforced-Update, welches unter anderem Linux-Unterstützung mit sich brachte. Zudem wurden Trainings Szenarien in das Spiel integriert. Mit dem im Mai 2014 veröffentlichten kostenpflichtigen Kodiak-Update, implementierte das Entwicklerstudio das erste Mal Inhalte, welche von einem Spieler erstellt wurden und beteiligte diesen gleichzeitig zu 50 % an den Verkäufen. Ebenfalls fließen regelmäßig, wie auch in diesem Update, viele kleinere Fehlerbehebungen und Änderungen von Spielern in Aktualisierungen für Natural Selection 2 ein. Aus Kostengründen wurde 2019 die Unterstützung für Linux wieder entfernt.
Am 14. Februar 2023 gaben die Entwickler offiziell bekannt, dass die aktive Entwicklung des Spiels eingestellt wurde.

## Rezeption
GameStar zählte Natural Selection 2 aufgrund des Genre-Mixes zu den innovativsten Shootern. Die Balance der asymmetrischen Fraktionen funktioniere in der Praxis. Die Spielergemeinschaft sei ungewohnt zivilisiert und einsteigerfreundlich. Das Gameplay fördere sehr stark den Mannschaftsaspekt, da einzelne Spieler allein kaum etwas ausrichten können. Die Überwindung die Verantwortung für das Spiel als Kommandant, der das Spiel in Vogelperspektive sieht und koordiniert, zu übernehmen sei hoch. Die Lernkurve für das Spiel sei steil. Insbesondere mit unerfahrenen Kommandanten können sich Partien sehr in die Länge ziehen. Die Grafik sei Mittelklasse. OnlineWelten bezeichnete das Spiel als „innovativ, atmosphärisch und schwer zugänglich“. Die Partien spielen sich abwechslungsreich. Negativ bewertet wurde die wenig überzeugende aber zumindest zweckmäßige Grafik und der geringe Umfang in Form von Karten und Spielmodi. PC Games verglich das Spiel mit Team Fortress und StarCraft. Die Einführungsvideos seien unzureichend, um den Spieler einzuführen. Natural Selection 2 sei ein „mutiges Konzept konsequent ausgeführt“.
Innerhalb von sieben Tagen wurden 144.000 Verkäufe umgesetzt. Bis zum 26. Februar 2013 wurden 300.000 Kopien verkauft.

### Auszeichnungen
- 2009: Best Indie Game[21]
- 2012: Best Indie Game[22]
- 2012: Best of E3 Awards[23]

## Combat
Basierend auf Natural Selection 2 wurde 2014 unter dem Namen Natural Selection 2: Combat ein Ableger veröffentlicht, der sich rein auf den Kampf-Anteil des Spiels konzentriert. Analog zum Combat-Modus im Half-Life-Mod Natural Selection stehen sich Marines und Aliens auf einer kleineren Karte gegenüber mit dem Ziel, das fest positionierte Hauptgebäude der gegnerischen Partei zu zerstören. Entwickelt wurde der Ableger von Faultline Games, einem kleinen Entwicklerstudio, das sich aus der Modding-Szene des Hauptspiels bildete und in Großbritannien ansässig ist. Vertrieben wird es von Unknown Worlds selber und ist ebenfalls über die Online-Vertriebsplattform Steam erhältlich.